# ژولین بروله
ژولین بروله (انگلیسی: Julien Brulé؛ ۳۰ آوریل ۱۸۷۵ – ۱ ژانویهٔ ۲۰۰۰) کماندار اهل فرانسه بود.